# 강현우 (프로게이머)
강현우(1992년 6월 11일 ~ )는 대한민국의 전직 스타크래프트 II 프로게이머다. First라는 아이디를 사용하며, 종족은 프로토스이다.
2010년 상반기 드래프트에서 KT 롤스터의 2차 지명으로 입단하였다.
2010년 7월 10일, 프로리그 데뷔전 MBC게임 히어로와의 경기에서 김동현을 꺾으며 주목을 받았으나 그 이후론 쭉 연패만 기록, 출전기회를 사실상 상실하였고, 2012년 1월 17일, 팀동료 남승현, 최용주와 함께 은퇴하였다. 그리고 이틀뒤 1월 19일, 공식적으로 은퇴가 공시됐다.
이후 스타크래프트 II 게이머로 전향, LG-IM에 입단하여 활동했다.
2013년 12월 31일 IM과 결별했다.
2014년 8월 27일 TCM-Gaming에 입단하였으며 2014년 12월 11일에 TCM-Gaming에서 탈퇴했다.
2015년 1월 13일 KT 롤스터 재입단을 공식 발표, 친정팀에 복귀했다.
2015년 9월 13일부로 은퇴를 선언했다.

## 수상 경력
스타크래프트 II : 프리미어 개인리그 우승 1회, 준우승 2회

### 스타크래프트
- 2009년 8월 제50회 스타크래프트 준프로게이머 선발전 입상

### 스타크래프트 II
- TeamLiquid StarLeague 8강
- MLG Summer Arena 3위
- MLG 2012 Summer Season Championship 준우승
- 2012 무슈제이 GSL Season 3 Code A 48강
- 2012 HOT6 GSL Season 4 Code A 48강
- 2012 HOT6 GSL Season 5 Code A 24강
- 2013 HOT6 GSL Season 1 승강전/Code A 48강
- IEM Season VII - Katowice 스타크래프트2 부문 우승
- 2013 핫식스 2013 글로벌 스타크래프트 II 리그 시즌 1 Code A 48강
- 2013 IEM Season VII - World Championship 준우승
- 2013 WCS Korea Season 1 챌린저리그 32강
- 2013 WCS 코리아 시즌 2 옥션 올킬 스타리그 5위 (2013 WCS 시즌 2 파이널 진출)
- 2013 WCS 시즌 2 파이널 4강
- 2013 WCS 코리아 시즌 3 조군샵 글로벌 스타크래프트 II 리그 32강
- 2013 WCS 코리아 시즌 3 챌린저리그 32강
- 2014 DreamHack Open: Bucharest 32강
- 2014 DreamHack Open: Summer 8강
- 2014 WCS 유럽 시즌 2 프리미어리그 8강
- 2014 DreamHack Open: Valencia 16강
- 2014 WCS 유럽 시즌 3 프리미어리그 32강
- IEM Season IX - Toronto 8강
- 2014 DreamHack Open: Moscow 16강
- 2014 DreamHack Open: Stockholm 32강
- MSI Beat IT 2014 8강
- HomeStory Cup X 16강
- 2014 DreamHack Open: Winter 6강
- IEM Season IX - San Jose 16강
- 2015 글로벌 스타크래프트 II 리그 시즌 1 코드 S 32강
- 2015 스베누 글로벌 스타크래프트 II 리그 시즌 2 코드 A 48강
- 2015 핫식스 글로벌 스타크래프트 II 리그 시즌 3 코드 A 48강
- Gfinity Summer Masters I 준우승